# 폰모시리섬
폰모시리섬은 일본 홋카이도 리시리 군 리시리후지정에 위치한 섬이다. 폰모시리의 뜻은 아이누어로 작은 섬이라는 뜻이다.

## 지리
폰모시리 섬은 리시리 섬의 서쪽에 위치해 있다. 맑은 날에는 리시리 섬이 보이기도 한다. 동해에 위치해 있다.

## 자연환경
침엽수림이 펼쳐져 있으며 갈매기가 많이 서식한다.